# Врба, Карел
Карел Врба (чеш. Karel Vrba; 1845—1922) — чешский учёный-минералог и государственный деятель; был  ректором Карлова университета и депутатом Чешского земского сейма.

## Биография
Родился  10 ноября 1845 года в городе Клатови.
Первоначально обучался в гимназии в Клатови, затем изучал естественные науки в Карловом университете в Праге. В 1868 году стал ассистентом минералогии, затем доцентом. С 1880 года работал постоянным профессором минералогии в Черновицком университете (ныне Черновицкий национальный университет имени Юрия Федьковича), с 1881 года — в Пражском университете. В 1881 году Карел Врба также стал директором Пражского минералогического института и администратором Минералогических и петрографических коллекций тогдашнего Музея Чешского королевства (ныне Национальный музей Праги).
В 1888 году Врба стал деканом философского факультета, а в 1895/1896 учебном году занимал должность ректора Карлова университета. Будучи ректором университета, вирилистом заседал в Чешском земском сейме. 
Карел Врба был автором многочисленных экспертных исследований в области минералогии и петрографии. Он изготовил 450 картонных моделей кристаллов, используемых в преподавании минералогии по всему миру. В 1908 году он построил кристаллический зеркальный полископ (чеш. Krystalový zrcadlový polyskop), который также использовался в обучении.
В 1916 году он вышел на пенсию.
Умер 7 декабря 1922 года в Праге.